# Мамуджу (округ)
Мамуджу (индон. Mamuju) — округ в провинции Западный Сулавеси, Индонезия. Административный центр — город Мамуджу. Население — 349 571 чел. (2011).
Местная история государственности ведёт своё летоисчисление как минимум с середины XVI века, когда в 1540 году возникло княжество Мамуджу.

## География
Округ находится на западе острова Сулавеси. Граничит с округами Маджене на юго-западе, Мамаса и Северный Мамуджу на севере, а также с провинциями Южный и Центральный Сулавеси на востоке. На западе омывается водами Макасарского пролива.
Общая площадь, занимаемая округом — 8014,06 км² (первое место по этому показателю среди всех округов провинции Западный Сулавеси).

## Административное деление
В административном плане округ делится на 16 районов:
| №  | Название          | Площадь, км² | Кол-во нас. пунктов |
| -- | ----------------- | ------------ | ------------------- |
| 1  | Тапаланг          | 269,71       | 8                   |
| 2  | Западный Тапаланг | 159,76       | 7                   |
| 3  | Симборо           | 84,65        | 11                  |
| 4  | Мамуджу           | 211,04       | 8                   |
| 5  | Калукку           | 480,50       | 13                  |
| 6  | Бонехау           | 961,76       | 9                   |
| 7  | Калумпанг         | 1731,71      | 13                  |
| 8  | Папаланг          | 155,62       | 9                   |
| 9  | Сампага           | 155,09       | 7                   |
| 10 | Пангале           | 121,93       | 9                   |
| 11 | Томмо             | 610,01       | 14                  |
| 12 | Будонг-Будонг     | 248,82       | 11                  |
| 13 | Топойо            | 948,42       | 15                  |
| 14 | Тобадак           | 667,04       | 8                   |
| 15 | Каросса           | 1609,97      | 13                  |
| 16 | Бала-Балаканг     |              | 2                   |

Всего на территории округа расположено 157 населённых пунктов. Административный центр (город Мамуджу) является также центром и всей провинции Западный Сулавеси.
В 2012 году в состав Мамуджу вошёл округ Восточный Мамуджу, состоявший из пяти районов: Будонг-Будонг, Тобадак, Топойо, Каросса и Пангале.

## Население
Ниже представлена динамика изменения численности населения и половой состав за отрезок времени с 2007 по 2011 гг.:
| Год  | Мужчины | Женщины | Всего   |
| ---- | ------- | ------- | ------- |
| 2007 | 152 694 | 144 134 | 296 828 |
| 2008 | 157 142 | 148 331 | 305 473 |
| 2009 | 162 501 | 152 552 | 315 053 |
| 2010 | 173 413 | 163 560 | 336 973 |
| 2011 | 179 896 | 169 675 | 349 571 |

## Транспорт
Протяжённость дорог округа составляет 1631,62 км². Существует и морское сообщение — с Калимантаном, Явой и Бали; работают несколько морских портов — как пассажирских, так и предназначенных для погрузки-отгрузки товаров. Действует аэропорт.